# Friedrich Wilhelm Goethert
Friedrich Wilhelm Goethert (* 14. März 1907 in Berlin; † 22. Januar 1978 in Berlin) war ein deutscher Klassischer Archäologe.

Der Sohn eines Juweliers studierte von 1926 bis 1931 in Berlin Klassische Archäologie, Klassische Philologie und Alte Geschichte. In Köln wurde er 1931 mit der Arbeit Zur Kunst der römischen Republik promoviert. Nach dem Reisestipendium des Deutschen Archäologischen Instituts 1931/32 war er bis 1934 Mitarbeiter der Deutschen Archäologischen Istituts in Istanbul. Goethert nahm in dieser Zeit an Ausgrabungen in Troja teil. 1937 erfolgte die Habilitation mit der Arbeit Studien zur Kopienforschung. Seit 1940 lehrte er als Dozent in Berlin und war während der Kriegszeit im Ausland archäologisch tätig. 1946 wurde er zum Professor ernannt. Im Jahr 1948 erhielt er einen Lehrstuhl an der neugegründeten Freien Universität Berlin und war dort zeitweise auch Dekan. Goetherts Forschungsschwerpunkt war die römische Kunst. Seine Dissertation wurde Ausgangspunkt für die Erforschung der Geschichte der römischen Plastik im 1. Jahrhundert v. Chr.
Beigesetzt wurde er auf dem Friedhof Dahlem. Sein Sohn ist der Klassische Archäologe Klaus-Peter Goethert.

## Schriften (Auswahl)
- Zur Kunst der römischen Republik. Berlin 1931.
- Studien zur Kopienforschung. 1. Stil- und trachtgeschichtliche Entwicklung der Togastatue. München 1939.
- mit Hans Schleif: Der Athenatempel von Ilion. De Gruyter, Berlin 1962.
- Katalog der Antikensammlung des Prinzen Carl von Preußen im Schloß zu Klein-Glienicke bei Potsdam. Zabern, Mainz 1972.